# Tatsuya Murata
Tatsuya Murata (村田 達哉 Murata Tatsuya?), född 8 augusti 1972 i Tokyo prefektur, är en japansk före detta fotbollsspelare.
Murata började sin karriär 1991 i Yomiuri (Verdy Kawasaki). 1995 flyttade han till Consadole Sapporo. Efter Consadole Sapporo spelade han för Vegalta Sendai och Omiya Ardija. Han avslutade karriären 2004.